# Stammliste von Pettau
Stammliste von Pettau mit den in der Wikipedia vertretenen Personen und wichtigen Zwischengliedern.
Die mangelhafte, oft fehlerhafte, Quellenlage betrifft den gesamten Zeitraum aller Familienzweige. Gesicherte Daten sind urkundlich genannt, Geburts- und Sterbedaten o. g. Zeiträume jedoch oft ungesichert und nach höchstmöglicher Wahrscheinlichkeit der oft abweichenden Datenquellen unter Vorbehalt zu betrachten. Es bleiben genealogische Details, sogar die Zuordnung von Mitgliedern des Hauses, ungeklärt.

## Die Herren von Pettau
Der erste bekannte Vertreter des Hauses war Friedrich I., Salzburger Ministeriale (1132–1137), († nach 1137); ⚭ () N.N. (von Wieting), Schwester Gottfrieds von Wieting. Sie hatten folgende Nachkommen:
A1. Friedrich II., urkundlich 1144 bis 1167; († vor 1174); ⚭ () Benedikta (von Machland), urkundlich 1174 Witwe
B1. Sohn; ⚭ () N.N. (von Wildon)
C1. Heinrich von Pettau, Propst von Maria Saal und Pastor zu Friesach (1202–1211), Bischof von Gurk (1214–1217), (* um 1160; † 7. September 1217)
C2. Friedrich III., „der Junge“ (lat. puer) (1180–1219), († vor 1222); ⚭ () Mathilde N.N., stiftete um 1230 das Dominikanerkloster zu Pettau, († 29. September 1253)
D1. Heinrich, herzoglich österreichischer Kaplan (1211–1227), Landschreiber der Steiermark (1222–1243), Pastor zu Gratwein (1239–1243), († nach 1243)
D2. Friedrich IV., Burggraf von Pettau-Stein (1245), urkundlich 1211 bis (1260), († (1260)); ⚭ (17. Dezember 1213) Herrad von Montpreis, urkundlich 1233, († kurz vor 1241), Tochter von Ortolf von Montpreis (–) und N.N. (–)
E1. Gerbirg, († nach 1250); ⚭ (1244) Heinrich von Schärfenberg-Montpreis, († nach 1265)
D3. Hartnid I., Vogt von Oberburg (1243), († 2. September 1251); ⚭ () Mathilde von Hollenburg-Wurmberg, († 30. Oktober 1265)
E1. Friedrich V., Pfandherr zu Pettau (1279), der "Jüngere" (1254 und 1260), der "Ältere" (1267), urkundlich 1235, (* vor 1235; † 8. Mai 1288); ⚭ I: () Sophia von Sannegg, urkundlich 1264, († nach 1264), Tochter von Konrad von Sannegg (–1255) und Gräfin Sophie von Pfannberg-Peggau (–); ⚭ II: (vor 1283) Gräfin Agnes von Pfannberg, Tochter von Graf Heinrich von Pfannberg (–1282) und Gräfin Agnes von Hardegg-Plain (–nach 1298)
F1. [I] Friedrich VI., Stifter der Wurmberger Linie (erloschen 1382), Herr zu Wurmberg (1293–1299/1301), der "Jüngere" (1261), der "Ältere" (1293), Burggraf von Stein im Lavanttal, († 12. Juli zw. 1299 und 1301); ⚭ () Herwig N.N.
G1. Amelrich, Marschall der Steiermark (1324), urkundlich 1309 bis 1336, († nach 1336); ⚭ () Agnes von Walsee-Linz, Tochter von Eberhard IV. von Walsee-Linz, Landrichter Ob der Enns, (–1325) und Maria von Kuenring (–1320)
H1. Hartnid IV. (Hartel), zu Wurmberg, der "Ältere" (1363), urkundlich 1336, (* vor 1336; †† 1382); ⚭ (vor 9. Oktober 1350) Elisabeth von Ortenburg, Tochter von Graf Meinhard II. von Ortenburg-Kärnten (–1232/1238) und Berlingueria della Torre (–)
→ Wurmberger Linie im Mannesstamm erloschen – Die Stubenberger erben Wurmberg, die Festen Hekenberg, Maidburg und Gibl sowie das Haus am Bachern, Schwanberg, Wildbach und Hollenburg.
I1. Eberhard, († 1380/1381); ⚭ () N.N., Tochter von Magister Akus
I2. Anna, († 1430); ⚭ () Graf Otto von Stubenberg, Haupterbe, († 4. September 1425), Sohn von Graf Friedrich von Stubenberg (–1372) und Elsbeth von Liechtenstein (–)
H2. Mathilde, Erbe in bar abgegolten; ⚭ () (Berchtold von Emerberg)
H3. Agnes, Erbe in bar abgegolten; ⚭ () Peter von Ebersdorf
H4. Anna, Erbe in bar abgegolten; ⚭ () Peter von Liebenberg
G2. Anna, Nonne im Dominikanerinnenkloster Mahrenberg
F2. [I] Hartnid III., Stifter der Friedauer Linie (erloschen 1438), Herr zu Friedau (1293–(1316)), urkundlich 1285 bis 1313, († (1316)); ⚭ I: () Kunigunde von Liechtenstein, († vor 12. Juli 1299), Tochter von Otto III. von Liechtenstein-Murau (–1311) und Agnes von Wildon (–); ⚭ II: (vor 1239) Hedwig von Taufers († nach 1298), (⚭ I: () N.N. von Leschan), Tochter von Ulrich II. von Taufers (–1293) und Gräfin Euphemia von Heunburg (–1312/1316)
G1. Herdegen I., Marschall der Steiermark (1325), Landeshauptmann von Krain (1335), Herzog Albrecht belehnt Herdegen mit dem Dorf Lapriach (19. Juni 1341), urkundlich 1311 bis 1352, (* vor 1311; † um 1352); ⚭ (20. August 1319) Klara von Görz, Tochter von Graf Albert III. (II.) von Görz-Lienz (–1325/1327) und Elisabeth „die Jüngere“ von Hessen (1284–1308)
H1. Herdegen II., urkundlich 1342, († vor 1362)
H2. Hartnid V., Herr zu Friedau, Marschall der Steiermark (1365), „der Jüngere“ (1363), urkundlich 1354, († 1385); ⚭ () Wilburg von Rauhenstein, urkundlich 1387, († nach 1387)
I1. Anna, urkundlich 1378, († vor 1381); ⚭ I: (vor 25. März 1370) Graf Friedrich von Stubenberg, Oberstschenk in Krain, († 1371), (⚭ I: () Elsbeth von Liechtenstein; ⚭ II: () N.N. Carrara), Sohn von Wülfing von Stubenberg (–) und Offmey von Meissau (–); ⚭ II: (vor 1375) Albrecht von Pottendorf, Herr zu 1/2 Ebenfurth, urkundlich 1360 bis 1394, († nach 1394), (⚭ II: (vor 24. Mai 1389) Maria von Maidburg-Hardegg, urkundlich 1389 bis 1394), Tochter von Burchard XIII. von Magdeburg (1359) als Graf Burchard III. von Hardegg und Retz, Herr zu Kaja (1376), Kanzler von Kaiser Karl IV., (um 1330/1335–1388) und Jutta von Anhalt-Zerbst (–1381), Sohn von Ritter Konrad von Pottendorf (–nach 1350) und Katharina von Polheim (–)
I2. Bernhard, Herr zu Friedau und Wurmberg, Herr zu Enzesfeld, Weinburg, Gleichenberg und Maidenburg (1400), Marschall der Steiermark (1397/um 1410), urkundlich 1386, (* vor 1386; † 1420); ⚭ (nach 1399) Willibirg (Wilburg) von Maidburg-Hardegg, urkundlich 1392, († nach 1399), Tochter von Burchard XIII. von Magdeburg (1359) als Graf Burchard III. von Hardegg und Retz, Herr zu Kaja (1376), Kanzler von Kaiser Karl IV., (um 1330/1335–1388) und Jutta von Anhalt-Zerbst (–1381)
J1. Friedrich X., Marschall der Steiermark (1425), urkundlich 1421, (†† 6. Januar 1438; ▭ im Dominikanerkloster Pettau); ⚭ I: (21. Januar 1428) Katharina Frangepán, urkundlich 1416, († nach 1428), Tochter von Stephan I. Frangepán (–1388) und Katharina Carrara (–); ⚭ II: () Beatrix von Helfenstein, urkundlich 1438 bis 1467, († nach 1467), (⚭ II: () Graf Rudolf VII. (VI.) von Montfort-Rothenfels, († (7. Dezember 1445/25. Februar 1446)), Sohn von Wilhelm V. von Montfort-Tettnang (–1439) und Kunigunde von Werdenberg-Heiligenberg-Bludenz (–1438/1443)), Tochter von Graf Friedrich I. von Helfenstein-Wiesensteig (–1438) und Agnes von Weinsberg (vor 1400–nach 1474)
→ Friedauer Linie und Pettauer Geschlecht im Mannesstamm erloschen – Die Grafen von Schaunberg erben Friedau, Ankenstein, Rosegg und Wartbert, dazu das Marschallamt verbunden mit Frauheim und Kleinsölk.
J2. Agnes, († 1451); ⚭ I: (1422) Graf Johann Meinhard VII. von Görz (* 1378/1380; † vor 22. Mai 1430), Sohn von Meinhard VI. (VII.) von Görz (–1385) und Utelhild von Matsch (–); ⚭ II: (1432) Leutold von Stubenberg († vor 1469)
J3. Anna, († vor 29. März 1465; ▭ in Pupping); ⚭ (um 1428) Graf Johann I. (II.) von Schaunberg, Haupterbe, (* (1396); † 16. November 1453; ▭ in Pupping), Sohn von Graf Ulrich II. von Schaunberg ((1382)–1398) und Elisabeth von Abensberg (–)
J4. Magdalena, (); ⚭ (vor 20. Januar 1430) Graf Johann III. von Abensberg, Erbverzicht gegen Barabgeltung, (* (1389); † 1474), Sohn von Graf Jobst von Abensberg (1372–1428) und Gräfin Agnes von Schaunberg (um 1374–1412)
I3. Friedrich IX., († 1412)
H3. Bernhard, urkundlich 1362, († nach 1362)
H4. Friedrich VIII., urkundlich 1362, († nach 1362)
H5. Katharina; ⚭ I: () Georg von Duino, Hauptmann der Grafschaft Görz (1336); ⚭ II: (vor 9. Oktober 1350) Hartnid von Weissenegg (Weißeneck), urkundlich 1352, († nach 1352)
H6. Flormei; ⚭ I: () Heinrich von Maissau, urkundlich 1347 bis 1356, († (25. Dezember 1360)), Sohn von Ulrich I. von Maissau (–) und Agnes (Anna) von Schaunberg (–); ⚭ II: () Eberhard VII. (V.) von Walsee zu Ober-Walsee, (* vor 1304; † 21. April 1371), Sohn von Heinrich III. von Walsee (–1367) und Barbara von Klingenberg (–)
H7. Elsbeth; ⚭ (vor 18. Oktober 1362) Jans II. von Walsee-Drosendorf, urkundlich 1360, († 15./21. Juni 1370), Sohn von Heinrich III. von Walsee (–1367) und Barbara von Klingenberg (–)
H8. Anna, urkundlich 1360 bis 1377, († nach 1377); ⚭ () Johann I. von Liechtenstein-Murau, († vor 19. Mai 1395), Sohn von Rudolf I. von Liechtenstein (–1337/1346) und Elisabeth (von Walsee) (–)
G2. Friedrich VII., Marschall in Steier (1335–1362), urkundlich 1293, (* vor 1293; † nach 10. März 1362); ⚭ () Mechtild von Walsee
G3. Diemut, († nach 1309); ⚭ () Konrad von Aufenstein
G4. Herburg, urkundlich 1331 bis 1343, († nach 1343); ⚭ ((1320)) Albero VI. von Kuenring zu Seefeld, Burggraf von Windegg, urkundlich 1284, († (24. Juni 1342/Februar 1343)), (⚭ I: () Agnes von Capellen, († 1318)), Sohn von Heinrich II. von Kuenring (–1293) und Kunigunde (von Dobra) (–(1303))
E2. Hartnid II., urkundlich 1253 bis 1287, (* vor 1253; † nach 1287)
E3. Alheid; ⚭ (vor 1239) Ulrich von Montpreis, († 1241)
E4. (illegitim mit N.N.) Friedrich, urkundlich 1273 bis 1283, († nach 1283)
C3. Otto I., Stifter der Königsberger Linie, Herr von Königsberg (1178–1221), († nach 1221); ⚭ () N.N.; Nachkommen siehe hier: Stammliste von Königsberg
C4. Arnold, Kaplan in Salzburg (1201), Pastor zu Remschnigg (1208), († nach 1208)
B2. Tochter; ⚭ (um 1175) Lantfried von Eppenstein (⚔ (1190), 3. Kreuzzug)
A2. Heinrich, urkundlich 1140